# Йоханнесен, Торбен
Торбен Йоханнесен (нем. Torben Johannesen; род. 21 сентября 1994, Гамбург) — немецкий гребец, выступающий за сборную Германии по академической гребле с 2011 года. Трёхкратный чемпион Европы и мира, победитель многих этапов Кубка мира. Серебряный призёр Олимпийских игр 2020 в Токио.

## Биография
Торбен Йоханнесен родился 21 сентября 1994 года в Гамбурге, Германия.
Заниматься академической греблей начал в 2005 году, проходил подготовку в гамбургском гребном клубе «Фаворите-Хаммония».
Дебютировал на международном уровне в сезоне 2011 года, когда вошёл в состав немецкой национальной сборной и в распашных рулевых четвёрках стал пятым на чемпионате мира среди юниоров в Итоне.
В 2012 году на мировом первенстве в Пловдиве финишировал четвёртым в зачёте юниорских безрульных двоек.
В 2013 году побывал на молодёжном чемпионате мира в Линце-Оттенсхайме, откуда привёз награду бронзового достоинства, выигранную в четвёрках с рулевым — в решающем финальном заезде пропустил вперёд только экипажи из Италии и Новой Зеландии.
На молодёжном мировом первенстве 2014 года в Варезе занял четвёртое место в восьмёрках.
В 2015 году дебютировал в Кубке мира, став шестым в восьмёрках на этапе в Варезе. Кроме того, в той же дисциплине одержал победу на молодёжном чемпионате мира в Пловдиве.
В 2016 году стартовал в безрульных четвёрках и двойках на этапах Кубка мира в Люцерне и Познани соответственно, однако в обоих случаях сумел квалифицироваться лишь в утешительные финалы B.
Первых серьёзных успехов на взрослом международном уровне добился в сезоне 2017 года, когда стал членом лидирующей немецкой восьмёрки. Так, в этом сезоне одержал победу во всех крупных регатах, в которых принимал участие: на чемпионате Европы в Рачице, на этапах Кубка мира в Познани и Люцерне, на чемпионате мира в Сарасоте.
В 2018 году продолжил победную серию, в восьмёрках был лучшим на этапах Кубка мира в Белграде, Линце-Оттенсхайме и Люцерне, на европейском первенстве в Глазго и на мировом первенстве в Пловдиве.
В 2019 году добавил в послужной список победы на чемпионате Европы в Люцерне, на этапах Кубка мира в Познани и Роттердаме, на чемпионате мира в Линце-Оттенсхайме.
Приходится младшим братом титулованному немецкому гребцу Эрику Йоханнесену